# Chicago Film Critics Association Awards 1997
La cerimonia di premiazione della 10ª edizione dei Chicago Film Critics Association Awards si è tenuta il 1º marzo 1998 al Park West di Chicago, Illinois, per premiare i migliori film distribuiti negli Stati Uniti nel corso del 1997 secondo la Chicago Film Critics Association (CFCA). A condurre la serata è stato l'attore Jeremy Piven.
Le candidature sono state annunciate il 12 gennaio 1998 da Irma P. Hall al Planet Hollywood di Chicago: i film più candidati sono stati Il dolce domani e L.A. Confidential, con sette ciascuno. Quest'ultimo è risultato anche il più premiato, con tre vittorie, tra quella per il miglior film.

## Vincitori e candidati
I vincitori sono indicati in grassetto e, a seguire, gli altri candidati in ordine alfabetico:

### Miglior film
- L.A. Confidential, regia di Curtis Hanson
- Boogie Nights - L'altra Hollywood (Boogie Nights), regia di Paul Thomas Anderson
- Il dolce domani (The Sweet Hereafter), regia di Atom Egoyan
- Qualcosa è cambiato (As Good as It Gets), regia di James L. Brooks
- Titanic, regia di James Cameron

### Miglior film in lingua straniera
- Vuoi ballare? - Shall We Dance? (Shall we dansu?), regia di Masayuki Suo
- Il buio nella mente (La Cérémonie), regia di Claude Chabrol
- Irma Vep, regia di Olivier Assayas
- Ognuno cerca il suo gatto (Chacun cherche son chat), regia di Cédric Klapisch
- Lo sguardo di Ulisse (To vlemma tou Odyssea), regia di Theo Angelopoulos

### Miglior regista
- Curtis Hanson - L.A. Confidential
- Paul Thomas Anderson - Boogie Nights - L'altra Hollywood (Boogie Nights)
- James L. Brooks - Qualcosa è cambiato (As Good as It Gets)
- James Cameron - Titanic
- Atom Egoyan - Il dolce domani (The Sweet Hereafter)
- Ang Lee - Tempesta di ghiaccio (The Ice Storm)

### Migliore sceneggiatura
- Brian Helgeland e Curtis Hanson - L.A. Confidential
- Mark Andrus e James L. Brooks - Qualcosa è cambiato (As Good as It Gets)
- Atom Egoyan - Il dolce domani (The Sweet Hereafter)
- Neil LaBute - Nella società degli uomini (In the Company of Men)
- Kevin Smith - In cerca di Amy (Chasing Amy)

### Miglior attore
- Robert Duvall - L'apostolo (The Apostle)
- Peter Fonda - L'oro di Ulisse (Ulee's Gold)
- Ian Holm - Il dolce domani (The Sweet Hereafter)
- Jack Nicholson - Qualcosa è cambiato (As Good as It Gets)
- Al Pacino - Donnie Brasco

### Migliore attrice
- Judi Dench - La mia regina (Mrs Brown)
- Helena Bonham Carter - Le ali dell'amore (Wings of the Dove)
- Jodie Foster - Contact
- Pam Grier - Jackie Brown
- Helen Hunt - Qualcosa è cambiato (As Good as It Gets)

### Miglior attore non protagonista
- Burt Reynolds - Boogie Nights - L'altra Hollywood (Boogie Nights)
- Robert Forster - Jackie Brown
- Anthony Hopkins - Amistad
- Greg Kinnear - Qualcosa è cambiato (As Good as It Gets)
- Kevin Spacey - L.A. Confidential

### Migliore attrice non protagonista
- Debbi Morgan - La baia di Eva (Eve's Bayou)
- Joan Allen - Tempesta di ghiaccio (The Ice Storm)
- Joan Cusack - In & Out
- Julianne Moore - Boogie Nights - L'altra Hollywood (Boogie Nights)
- Sarah Polley - Il dolce domani (The Sweet Hereafter)

### Miglior fotografia
- Russell Carpenter - Titanic
- Roger Deakins - Kundun
- Frederick Elmes - Tempesta di ghiaccio (The Ice Storm)
- Dante Spinotti - L.A. Confidential
- Sacha Vierny - I racconti del cuscino (The Pillow Book)

### Miglior colonna sonora originale
- James Horner - Titanic
- Mychael Danna - Il dolce domani (The Sweet Hereafter)
- Jerry Goldsmith - L.A. Confidential
- Philip Glass - Kundun
- Michael Nyman - Gattaca - La porta dell'universo (Gattaca)

### Attore più promettente
- Matt Damon - Will Hunting - Genio ribelle (Good Will Hunting)
- Ben Affleck - In cerca di Amy (Chasing Amy), Vivere fino in fondo (Going All the Way) e Will Hunting - Genio ribelle (Good Will Hunting)
- Aaron Eckhart - Nella società degli uomini (In the Company of Men)
- Djimon Hounsou - Amistad
- Guy Pearce - L.A. Confidential

### Attrice più promettente
- Joey Lauren Adams - In cerca di Amy (Chasing Amy)
- Cate Blanchett - Oscar e Lucinda (Oscar and Lucinda) e Paradise Road
- Stacy Edwards - Nella società degli uomini (In the Company of Men)
- Sarah Polley - Il dolce domani (The Sweet Hereafter)
- Jurnee Smollett - La baia di Eva (Eve's Bayou)

### Commitment to Chicago Award
- John Mahoney

### Big Shoulders Award
- Kartemquin Films